# Kerfi
Kerfi  è un comune del Ciad situato nel dipartimento di Kimiti, provincia del Sila.